# Friedrich Karl Köpke
Friedrich Karl Köpke (Medow, 19 marzo 1785 – Berlino, 15 marzo 1865) è stato un filologo e educatore tedesco.
Studiò filologia presso l'Università di Halle, ricevendo il suo dottorato a Erfurt nel 1808. Dal 1810 in poi lavorò come istruttore senior presso il Collegium Fridericianum di Königsberg. Dal 1817 al 1857 fu professore presso la Joachimsthal Gymnasium di Berlino sotto la direzione di Bernhard Moritz Snethlage e August Meineke.

## Opere principali
- "Barlaam und Josaphat, von Rudolf von Montfort", (1818)".[2]
- "Geschichte der Bibliothek des königl. joachimsthalschen Gymnasiums: nebst einigen Beilagen", (1831).[3]